# Joseph Ignaz Schnabel

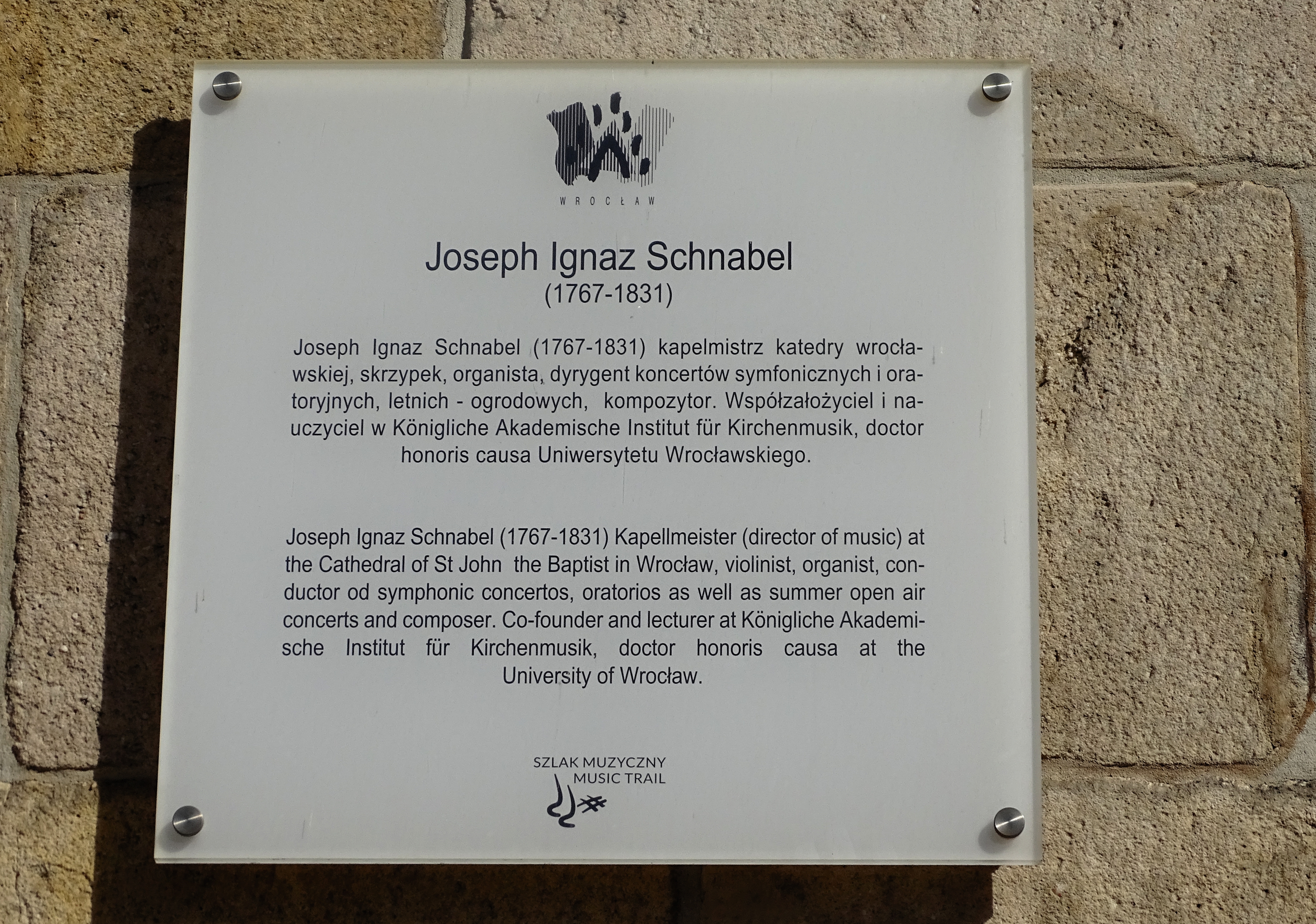
Tablica upamiętniająca Josepha Ignaza Schnabela. Zachodnia fasada katedry wrocławskiej.

Joseph Ignaz Schnabel (ur. 24 maja 1767 w Nowogrodźcu, zm. 16 czerwca 1831 we Wrocławiu) – niemiecki kompozytor, organista, skrzypek i pedagog.

## Życiorys
Pochodził z rodziny muzyków śląskich, podstawy edukacji muzycznej otrzymał od ojca. Kształcił się w katolickim gimnazjum św. Macieja we Wrocławiu, następnie był śpiewakiem i skrzypkiem w kościele św. Wincentego. W 1797 roku otrzymał posadę organisty w kościele św. Klary. W latach 1798–1804 był pierwszym skrzypkiem orkiestry Breslauer Theater. Od 1805 do 1831 roku był kapelmistrzem katedry wrocławskiej. Wykładał w katolickim seminarium duchowym we Wrocławiu i w Königliches Akademisches Institut für Kirchenmusik.
Przyczynił się do rozwoju kultury muzycznej na Dolnym Śląsku. Utrzymywał kontakty z Karolem Lipińskim i Karolem Kurpińskim. Był dyrygentem koncertów abonamentowych, w trakcie których wykonywano utwory najważniejszych kompozytorów ówczesnych czasów, po raz pierwszy zaprezentowano też wrocławskiej publiczności symfonie Ludwiga van Beethovena. W 1830 roku na jednym z tych koncertów wystąpił Fryderyk Chopin, wykonując II i III część swojego Koncertu fortepianowego e-moll.
Komponował muzykę religijną według wzorców klasycystycznych, pozostawił po sobie 17 mszy i liczne części proprium missae, 2 Requiem, 8 nieszporów, 5 Te Deum, hymny, antyfony, litanie. Skomponował ponadto m.in. koncert klarnetowy i liczne marsze wojskowe.

## Upamiętnienie
W Nowogrodźcu od 2009 odbywa się corocznie Międzynarodowy Festiwal „Muzyka u Józefa Ignacego Schnabla”.